# Jack E. Foley

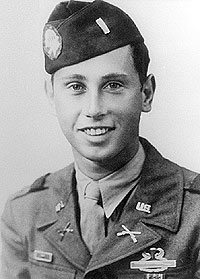
Jack E. Foley

Jack Edward Foley (18 de agosto de 1922 - 14 de setembro de 2009) foi um oficial da Easy Company, 2º Batalhão, 506º Regimento de Infantaria Pára-quedista , na 101ª Divisão Aerotransportada do Exército dos Estados Unidos durante a Segunda Guerra Mundial. Foley foi retratado na minissérie da HBO Band of Brothers por Jamie Bamber.

## Juventude
Foley nasceu em 1922 filho de Randall A. e Viola Foley(Viola Meahl quando solteira). Ele cresceu em Brookline, com seus dois irmãos. Foley estudou na South Hills High em 1940, em seguida, matriculou-se na Universidade de Pittsburgh, onde durante a temporada 1942-43 ganhou uma carta do colégio para gerenciar a equipe de basquete da universidade. Quando estava Pittsburgh, em seu terceiro ano, ele, juntamente com quase vinte outros membros da sua classe, se alistou no serviço militar em 29 de junho de 1943.

## Serviço militar
Em novembro de 1943, Foley serviu no Corpo de Artilharia de Costa com o posto de tenente, ao defender uma parte do Puget Sound, em Washington. Mais tarde ele foi transferido para o Texas para se tornar pára-quedista. Graduou-se na escola de oficiais em 19 de novembro de 1943. Em outubro de 1944, graduou-se como paraquedista e recebeu suas asas de salto.
Foley teve sua primeira experiência de combate na cidade de Foy, nos arredores da cidade belga de Bastogne, como o comandante do primeiro pelotão. Enquanto avançava junto com seu pelotão, que veio através de uma cerca de arame farpado, encontrou três alemães, que foram rapidamente capturados. Os alemães estavam tentando zombar deles, chamando-lhes de "Dummkopf" na língua alemã que significa "idiotas".
No pelotão estava o sargento Johnny Martin, juntamente com alguns homens de outros a quem deixou para encontrar ajuda em outro lugar. Um dos homens do pelotão estava tão farto de ouvir "dummkopf que decidiu matar todos os prisioneiros. Quando eles chegaram ao Posto Central, onde estavam o tenente Dike e no resto do pelotão de Foley, o sargento Lipton disse: "Queremos seus morteiros e queremos que a sua metralhadora." Cada pelotão tinha morteiros de 60 milímetros e também uma metralhadora. 
Foley também participou da ação em Haguenau em fevereiro de 1945. Durante a batalha, havia muitos buracos de morteiros e um monte de fragmentos voando todo o dia e noite. Houve uma noite em que Foley teve que andar até o Quartel General do Regimento, porque dois dos seus homens tinham sido feridos depois que foram andando pela cidade à procura de bebida. Foley demorou uma ou duas horas antes de chegar ao Regimento, pois relatava sua missão ao longo do caminho. O coronel Robert Sink disse: "Foley, você deveria ter atirado nesses homens, isso nos livraria de toda a papelada". Depois de deixar o regimento e se reunir com a sua unidade, ele foi ferido por um dos bombardeios que ocorrem em Foy. O médico Eugene Roe tirou um par de peças de metal do pulso direito Foley. Duas semanas mais tarde, quando Easy Company voltou para Mourmelon, ele foi até o regimento médico porque seu pulso ficou inchado e logo infeccionou. Foley, em seguida, aposentou-se da Exército como capitão.

## Anos Posteriores
Foley voltou para a Universidade de Pittsburgh para concluir o curso e começou sua carreira na Alcoa. Sua mãe morreu em 1949, com 55 anos. Bill Guarnere foi capaz de encontrar Foley através de uma carta e, após isso, Foley começou a participar das reuniões da Easy Company. Ele voltou à Europa três ou quatro vezes. Após isso, ele trabalhou fazendo publicidade para a Aluminum Cooking Utensil Co. em New Kensington, a Cutco Co. em Olean, N.Y., a Alcoa Wrap Co. em New Kensington e Alcoa em Pittsburgh antes de se aposentar em 1982. Ele e sua esposa Mary-Lou tiveram cinco filhos: Karen, Barbara, John, David, and Nancy e, mais tarde vieram os netos, Júlia, Elaine e Rita Foley. Seus dois irmãos morreram antes dele, James Randall do Texas e Richard, da Califórnia.

## Referencias
- Ambrose, Stephen E. (1992). Band of Brothers: Easy Company, 506th Regiment, 101st Airborne from Normandy to Hitler's Eagle's Nest. Simon & Schuster. ISBN 9780743464116.

## Ligações Externas
- Bio on Normandy 1944
- Easy Company vet honored in Penn Hills